# سكوت بالز
سكوت بالز (بالإنجليزية: Scott Bales)‏ هو قاضي أمريكي، ولد في 1956.

## وصلات خارجية
- سكوت بالز على موقع إن إن دي بي (الإنجليزية)